# 旭漁港 (京都府)
旭漁港（あさひぎょこう）は、京都府京丹後市にある港で漁港漁場整備法（昭和25年5月2日法律第137号）第1章第5条に規定する第1種漁港である。

## 概要
- 所在地 - 京都府京丹後市久美浜町蒲井旭
- 管理者 - 京丹後市[1][2]
- 漁業協同組合 - 湊漁業協同組合
- 組合員数 -
- 漁港番号 - 3010290

## 沿革
- 1959年（昭和34年）12月15日 - 第1種漁港に指定

## 遺物調査
2021年6月、地元に住む高校生が水中考古学の本を見つけたことをきっかけに、京丹後の海で水中調査をすることができないかと調べ始めるようになった。だが地元では水中考古学の専門家を見つけることができず、roots 京丹後市未来チャレンジ交流センターで相談した相手も考古学は専門外だった。そんな中、Twitterに協力を呼びかける投稿をしたことで、福岡県在住の水中考古学者である佐々木蘭貞と交流し、協力を持ちかけることができた。調査費用をクラウドファンディングで集め、2022年9月に調査が実現した。台風14号の影響で調査期間の前半は海に入れなかったが、海岸に船を係留するために綱を通すための鼻ぐり岩や網をかけるためのもやい岩を確認することができた。また、台風によって江戸時代のものと思われる陶磁器の破片も陸上に打ち上げられていた。調査に協力した佐々木によると、「船をつなぎ止める設備がこれほどの密度で見つかるのは珍しい」との事である。